# Stazione di Tolentino
La stazione di Tolentino è la stazione ferroviaria a servizio dell'omonima città marchigiana. È posta sulla linea Civitanova Marche-Fabriano.

## Strutture e impianti

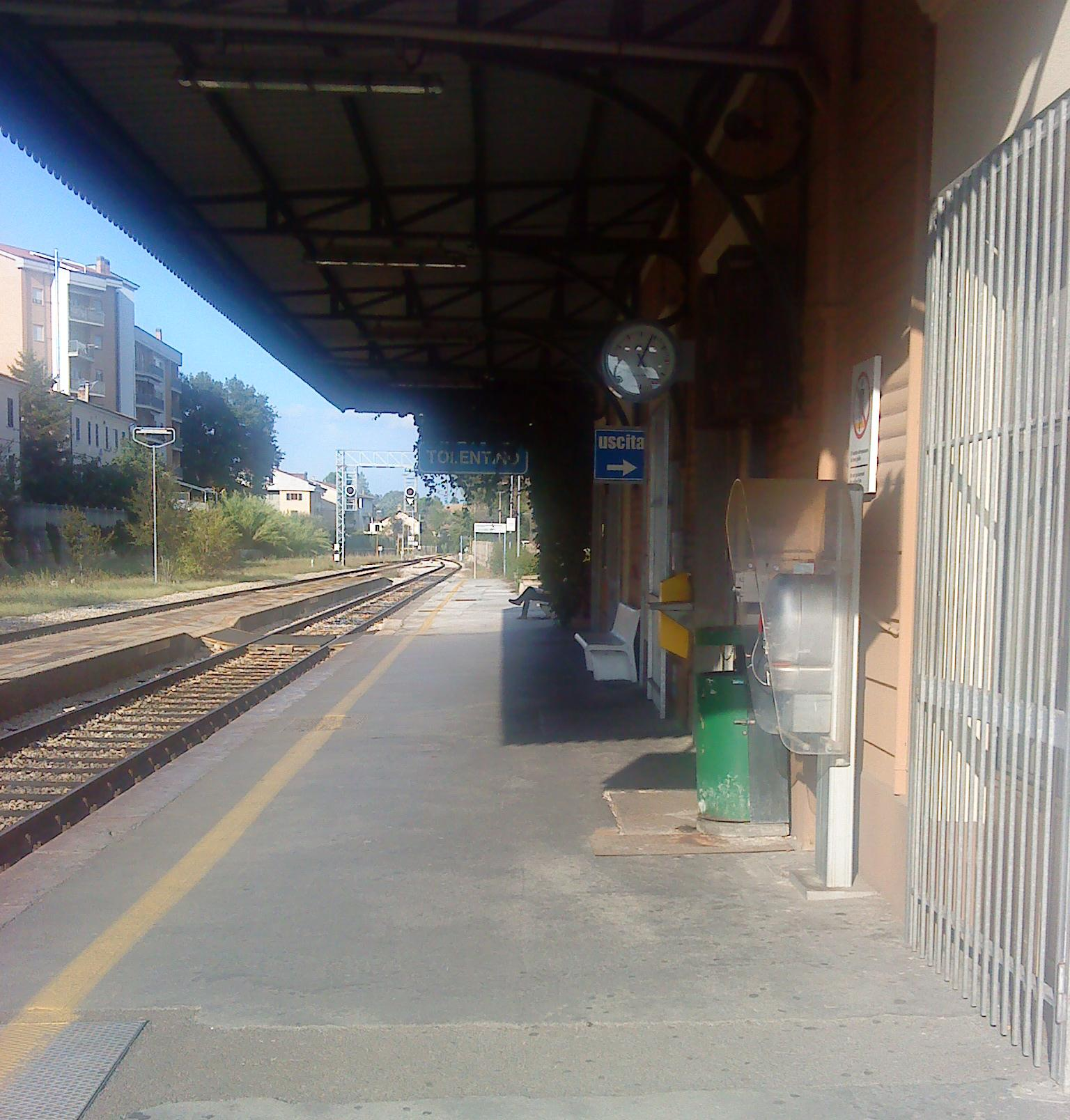
Piano binari

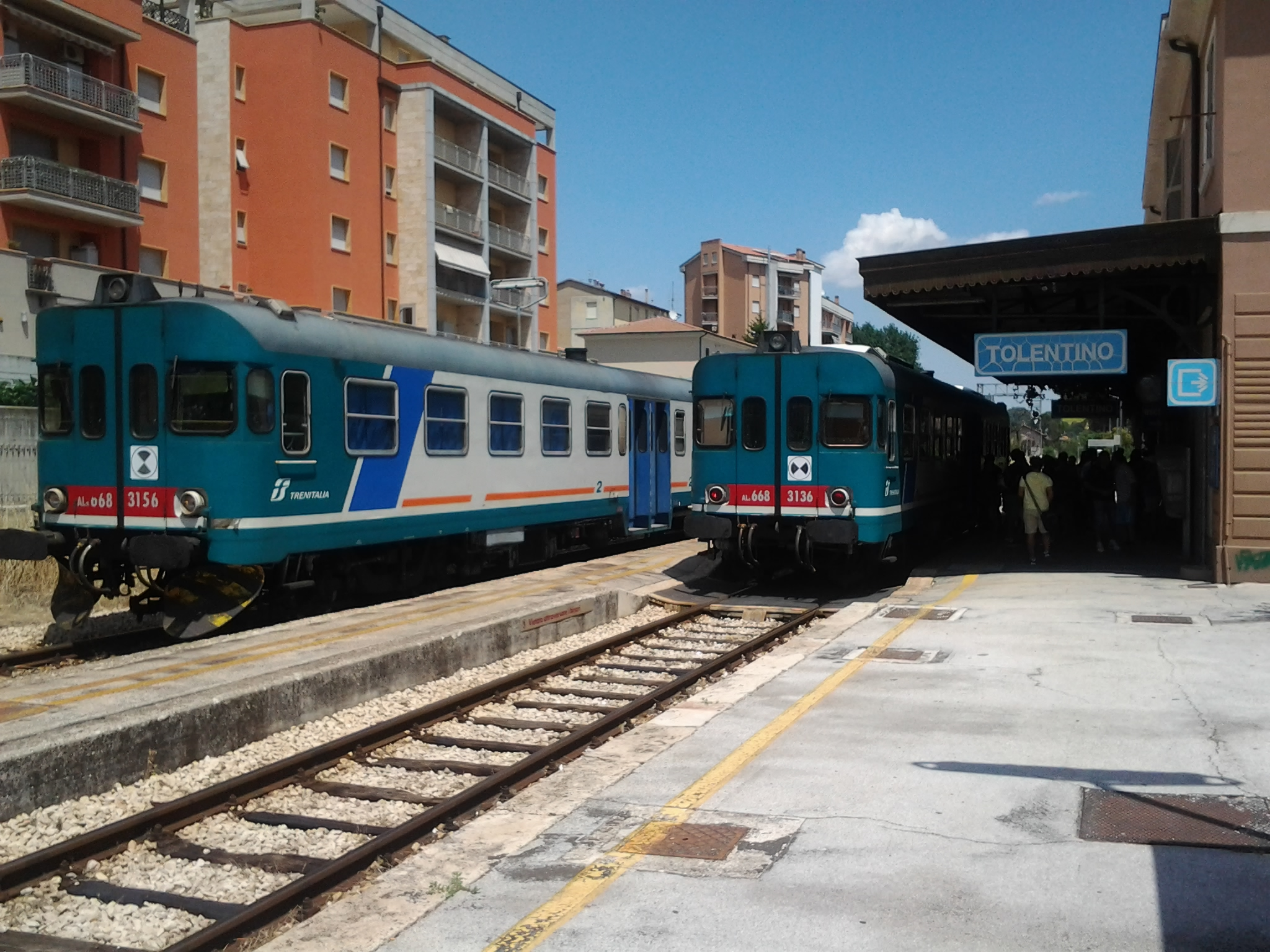
Piano binari con incrocio

La stazione è stata ristrutturata a fine 2009 dal comune di Tolentino e dopo la ristrutturazione presenta al suo interno la sala d'aspetto e uno sportello che dovrebbe avere doppia valenza di sportello informativo e biglietteria ma al momento è fuori uso. Per fare i biglietti all'interno della stazione si può usare la biglietteria elettronica
All'esterno della stazione abbiamo il fabbricato dei servizi igienici (demoliti nel 2020) e nella piazza della stazione il bar e l'edicola.
È dotata di tre binari, due utilizzati per il servizio viaggiatori e uno utilizzato come binario di sosta per i mezzi di manutenzione della rete ferroviaria.
È presente anche un piccolo scalo merci non più attivo composto da un magazzino e da un piano caricatore. In passato vi era anche un tronchino di accesso, smantellato in seguito.
Nel 2021, come previsto dal contratto di servizio di Trenitalia con Regione Marche (2019 - 2033) che prevede il potenziamento della linea ferroviaria, la stazione ha subito un ulteriore ammodernamento: è stato costruito un nuovo marciapiede con lo standard europeo di 55 cm al lato esterno del binario 2 e quello già esistente demolito, è stato edificato un sottopasso che collega il primo binario con il secondo, anch'esso rialzato secondo lo standard europeo. Il sottopasso, oltre alle scale, comprende la rampa per biciclette, sedie a rotelle e passeggini, inoltre al suo interno si trovano due monitor elettronici che indicano gli arrivi e le partenze più imminenti.

## Movimento
La stazione ha un buon flusso annuo di passeggeri, essendo una delle più trafficate della tratta per via degli studenti universitari e delle superiori.
La stazione ha in orario 22 treni al giorno durante la settimana, 16 il sabato e 10 la domenica, tutti regionali.
Il materiale rotabile impiegato è stato sin dalla metà degli anni '70 esclusivamente composto da doppiette o triplette di Aln668 serie 1000, 3100 e 3200. Le unità complessive erano 15 tutte assegnate al DL di Fabriano.
Nel 2015 il materiale rotabile ha subito un drastico cambiamento dal punto di vista di tempi di percorrenza, comodità, affidabilità ed ecosostenibilità. Sono state ordinate complessivamente 9 automotrici diesel, modello ATR220Tr, prodotte dall'azienda ferroviaria polacca Pesa. Assegnate al DL di Ancona, sono arrivate tutte tra il 2015, 2016 e 2017 eccetto l'ultima unità arrivata a fine febbraio 2021. Tutte le Aln668 sono state trasferite in altri depositi di altre locomotive. Le unità attualmente in esercizio dono le seguenti: ATR220.006, 012, 018, 019, 023, 025, 029, 032 e 055.

## Servizi
La stazione dispone di:
- Bar
- Servizi igienici
- Sala d'attesa
- Ufficio informazioni turistiche

## Interscambi
- Fermata autobus